# Forward Operating Base 4
La Forward Operating Base 4 (Base Operativa Avanzata 4), conosciuta anche come FOB4, era una installazione dell’allora Military Assistance Command, Vietnam – Studies and Observations Group (MACV-SOG). La base era la sede del comando e veniva utilizzata per controllare il Vietnam del Nord. Si trovava vicino alle Montagne di Marmo, in vietnamita Ngũ Hành Sơn (montagne dai cinque elementi), a sud-est di della base di Đà Nẵng. Nel 1968 i Seabees, i genieri della Marina statunitense, del Naval Mobile Construction Battalion 12 (NMCB 12) realizzarono nella base delle capanne sulla spiaggia.

## Storia
La base era posizionata immediatamente a nord delle Montagne di Marmo e a sud della base ‘’Marble Mountains Air Facility’’. Era una delle sei FOB che le forze speciali avevano in Vietnam del Sud.
Nella notte del 22-23 agosto 1968, come parte della cosiddetta Phase III Offensive della offensiva del Têt, una compagnia del Battaglione R20 e un plotone di zappatori dei Viet Cong si infiltrarono nella base uccidendo 17 soldati delle Forze speciali e ferendone altri 125 delle forze alleate. In questo attacco fu la più grave perdita di soldati che le Forze Speciali subirono in Vietnam in un solo giorno. Le perdite dei Viet Cong furono di 32 guerriglieri.

## Stato attuale
La base è stata abbandonata e ora nell’area ci sono solo dune di sabbia su cui sono attive alcune attività commerciali ed è presente un nucleo di residenti.